# 北海道道1130号砂川奈井江美唄線
北海道道1130号砂川奈井江美唄線（ほっかいどうどう1130ごう すながわないえびばいせん）は、北海道砂川市と美唄市を結ぶ一般道道（北海道道）である。

## 概要
- 全線で国道12号と並走する。

### 路線データ
- 起点：北海道砂川市北光（北海道道1027号砂川歌志内線交点）
- 終点：北海道美唄市東5条北5丁目（北海道道135号美唄富良野線交点）
- 路線延長：20.4km（総延長）

## 歴史
- 1994年（平成6年）10月12日 - 路線認定[1]。

## 地理

### 通過する自治体
- 空知総合振興局
  - 砂川市
  - 空知郡奈井江町
  - 美唄市

### 交差する道路
砂川市
- 北海道道1027号砂川歌志内線 - 北光（起点）
- 北海道道627号文珠砂川線 - 晴見3条北10丁目
- 北海道道115号芦別砂川線 - 吉野3条南4丁目

奈井江町
- 北海道道114号赤平奈井江線 - 東奈井江
- 北海道道529号東奈井江奈井江停車場線 - 奈井江

美唄市
- 北海道道135号美唄富良野線 - 東5条北5丁目（終点）

### 沿線にある施設など
砂川市
- 北海道砂川高等学校 - 吉野2条南4丁目1-1
- ローソン砂川吉野店 - 吉野2条南5丁目3-2
- 南吉野簡易郵便局 - 吉野3条南5丁目1-21
- 砂川市立砂川中学校 - 吉野2条南5丁目1-1